# Anders Nilsson (sciatore)
Anders Nilsson (1980) è un allenatore di sci alpino ed ex sciatore alpino svedese.

## Biografia
Attivo dal dicembre del 1995, in Coppa Europa Nilsson esordì il 12 dicembre 2000 ad Alleghe in slalom gigante, senza completare la prova, e ottenne il miglior piazzamento il 21 febbraio 2001 a Wildschönau in slalom speciale (41º), alla sua ultima gara nel circuito. Si ritirò al termine della stagione 2005-2006 e la sua ultima gara fu lo slalom gigante dei Campionati svedesi 2006, disputato il 27 marzo a Åre e chiuso da Nilsson al 24º posto; non debuttò in Coppa del Mondo né prese parte a rassegne olimpiche o iridate. Dopo il ritiro è divenuto allenatore nei quadri della Federazione sciistica della Svezia.

## Palmarès

### Campionati svedesi
- 1 medaglia (dati parziali)[1]:
  - 1 oro (supergigante nel 2001)